# فینال‌های ان‌بی‌ای ۱۹۶۵
سری فینال‌های قهرمانی جهان ان‌بی‌ای ۱۹۶۵ مرحلهٔ قهرمانی اتحادیهٔ ملی بسکتبال (ان‌بی‌ای) در فصل ۶۵–۱۹۶۴ می‌باشد که در یک سری بهترین از هفت بین دو تیم بوستون سلتیکس به عنوان قهرمان کنفرانس شرق و لس آنجلس لیکرز، قهرمان کنفرانس غرب به انجام رسید. سلتیکس پس از برتری بر فیلادلفیا سونتی‌سیکسرز در فینال‌های بخش شرق که با حاشیه‌ها زیادی همراه بود و با توپ ربایی جان هاولیچک پایان پذیرفت، برای نهمین بار پی در پی به رقابت نهایی راه یافت. لیکرز پس از شکست دادن بالتیمور در شش بازی، برای سومین مرتبه در چهار طی چهار سال به فینال‌های ان‌بی‌ای راه یافت اما این پیروزی با هزینه همراه بود چرا که الگین بیلور، بازیکن این تیم، از ناحیهٔ زانو دچار آسیب دیدگی شد و نتوانست به بازی‌های خود در دور بازی‌های حذفی ادامه بدهد. در پایان، تیم سلتیکس با نتیجهٔ ۴–۱ بر لیکرز غلبه کرد و قهرمان ان‌بی‌ای در فصل ۶۵–۱۹۶۴ شد.

## خلاصه سری
بوستون با میانگین ۱۲٫۶ امتیاز برتری در هر بازی این سری توانست لیکرز را شکست بدهد. میانگین امتیازات بوستون در هر بازی ۱۲۳٫۴ امتیاز بود، در مقابل لیکرز به ازای هر بازی ۱۱۰٫۸ امتیاز کسب کرد..
| بازی   | تاریخ    | تیم میزبان     | نتیجه         | تیم مهمان      |
| ------ | -------- | -------------- | ------------- | -------------- |
| بازی ۱ | ۱۸ آوریل | بوستون سلتیکس  | ۱۴۲–۱۱۰ (۱–۰) | لس آنجلس لیکرز |
| بازی ۲ | ۱۹ آوریل | بوستون سلتیکس  | ۱۲۹–۱۲۳ (۲–۰) | لس آنجلس لیکرز |
| بازی ۳ | ۲۱ آوریل | لس آنجلس لیکرز | ۱۲۶–۱۰۵ (۱–۲) | بوستون سلتیکس  |
| بازی ۴ | ۲۳ آوریل | لس آنجلس لیکرز | ۹۹–۱۱۲ (۱–۳)  | بوستون سلتیکس  |
| بازی ۵ | ۲۵ آوریل | بوستون سلتیکس  | ۱۲۹–۹۶ (۴–۱)  | لس آنجلس لیکرز |

سلتیکس برندهٔ سری ۴–۱
منبع:
|                | بازی ۱ | بازی ۲ | بازی ۳ | بازی ۴ | بازی ۵ | امتیاز پایانی |
| بوستون سلتیکس  | ۱۴۲    | ۱۲۹    | ۱۰۵    | ۱۱۲    | ۱۲۹    | ۴             |
| لس آنجلس لیکرز | ۱۱۰    | ۱۲۳    | ۱۲۶    | ۹۹     | ۹۶     | ۱             |

امتیاز رنگی، امتیاز تیم میزبان و امتیاز برجسته، امتیاز تیم برنده است.

### بازی ۱
| ۱۸ |

| Rapport |

| لس آنجلس لیکرز ۱۱۰, بوستون سلتیکس ۱۴۲          |  |                      |
| امتیاز بر پایه وقت: ۲۳-۳۲, ۲۶-۳۲, ۳۴-۳۹, ۲۷-۳۹ |  |                      |
| امتیاز: جری وست ۲۶                             |  | امتیاز: Sam Jones ۲۵ |
| بوستون پیشتاز سری ۱ بر ۰                       |  |                      |

### بازی ۲
| ۱۹ |

| Rapport |

| لس آنجلس لیکرز ۱۲۳, بوستون سلتیکس ۱۲۹          |  |                     |
| امتیاز بر پایه وقت: ۲۹-۳۵, ۳۱-۲۷, ۲۹-۳۹, ۳۴-۲۸ |  |                     |
| امتیاز: جری وست ۴۵                             |  | امتیاز: بیل راسل ۲۶ |
| بوستون پیشتاز سری ۲ بر ۰                       |  |                     |

### بازی ۳
| ۲۱ |

| Rapport |

| بوستون سلتیکس ۱۰۵, لس آنجلس لیکرز ۱۲۶          |  |                    |
| امتیاز بر پایه وقت: ۱۷-۳۵, ۳۱-۳۳, ۲۶-۲۴, ۳۱-۳۴ |  |                    |
| امتیاز: Sam Jones ۳۵                           |  | امتیاز: جری وست ۴۳ |
| بوستون پیشتاز سری ۲ بر ۱                       |  |                    |

### بازی ۴
| ۲۳ |

| Rapport |

| بوستون سلتیکس ۱۱۲, لس آنجلس لیکرز ۹۹           |  |                        |
| امتیاز بر پایه وقت: ۳۲-۲۴, ۲۳-۳۷, ۳۳-۲۱, ۲۴-۱۷ |  |                        |
| امتیاز: Sam Jones ۳۷                           |  | امتیاز: LeRoy Ellis ۲۴ |
| بوستون پیشتاز سری ۳ بر ۱                       |  |                        |

### بازی ۵
| ۲۵ |

| Rapport |

| لس آنجلس لیکرز ۹۶, بوستون سلتیکس ۱۲۹           |  |                                |
| امتیاز بر پایه وقت: ۲۶-۳۳, ۲۲-۲۴, ۲۳-۳۰, ۲۵-۴۲ |  |                                |
| امتیاز: جری وست ۳۳                             |  | امتیاز: Sam Jones، بیل راسل ۲۲ |
| بوستون برندهٔ سری ۴ بر ۱ و قهرمان ان‌بی‌ای ۱۹۶۵   |  |                                |

## آمار بازیکن
بوستون سلتیکس
| بازیکن          | GP | GS | MPG  | FG%  | 3FG% | FT%   | RPG  | APG | SPG | BPG | PPG  |
| --------------- | -- | -- | ---- | ---- | ---- | ----- | ---- | --- | --- | --- | ---- |
| Sam Jones       | ۵  |    | ۳۹٫۸ | ۴۷۰. |      | ۸۷۹.  | ۴٫۸  | ۲٫۶ |     |     | ۲۷٫۸ |
| John Havlicek   | ۵  |    | ۳۰٫۲ | ۳۹۱. |      | ۸۶۴.  | ۵٫۶  | ۲٫۲ |     |     | ۱۸٫۲ |
| Bill Russell    | ۵  |    | ۴۴٫۲ | .۷۰۲ |      | .۵۷۵  | ۲۵٫۰ | ۵٫۸ |     |     | ۱۷٫۸ |
| Satch Sanders   | ۵  |    | ۳۱٫۲ | ۳۹۱. |      | ۶۸۲.  | ۸٫۸  | ۲٫۰ |     |     | ۱۳٫۸ |
| Tom Heinsohn    | ۵  |    | ۲۰٫۸ | ۳۶۱. |      | ۵۵۶.  | ۶٫۴  | ۱٫۸ |     |     | ۱۱٫۴ |
| K. C. Jones     | ۵  |    | ۳۱٫۰ | ۴۶۰. |      | ۷۸۶.  | ۲٫۶  | ۶٫۶ |     |     | ۱۱٫۴ |
| Willie Naulls   | ۵  |    | ۱۷٫۴ | ۳۹۶. |      | ۷۵۰   | ۴٫۲  | ۱٫۰ |     |     | ۹٫۶  |
| Larry Siegfried | ۵  |    | ۱۳٫۶ | ۳۴۱. |      | ۷۸۶.  | ۱٫۶  | ۲٫۴ |     |     | ۷٫۸  |
| John Thompson   | ۳  |    | ۷٫۰  | ۲۸۶. |      | ۱٫۰۰۰ | ۴٫۰  | ۰٫۳ |     |     | ۳٫۷  |
| Ron Bonham      | ۳  |    | ۳٫۷  | ۳۷۵. |      | ۸۰۰.  | ۳٫۷  | ۰٫۰ |     |     | ۳٫۳  |
| Mel Counts      | ۳  |    | ۹٫۰  | ۲۵۰. |      | ۱٫۰۰۰ | ۳٫۰  | ۰٫۰ |     |     | ۲٫۳  |

لس آنجلس لیکرز
| بازیکن         | GP | GS | MPG  | FG%  | 3FG% | FT%   | RPG  | APG | SPG | BPG | PPG  |
| -------------- | -- | -- | ---- | ---- | ---- | ----- | ---- | --- | --- | --- | ---- |
| Jerry West     | ۵  |    | ۴۲٫۰ | ۴۲۴. |      | ۸۶۴.  | ۵٫۶  | ۳٫۴ |     |     | ۳۳٫۸ |
| LeRoy Ellis    | ۵  |    | ۳۹٫۸ | ۴۲۱. |      | ۶۷۶.  | ۱۱٫۰ | ۰٫۸ |     |     | ۱۷٫۸ |
| Rudy LaRusso   | ۵  |    | ۳۲٫۰ | ۵۳۱. |      | ۶۵۶.  | ۶٫۸  | ۲٫۴ |     |     | ۱۴٫۶ |
| Dick Barnett   | ۵  |    | ۲۴٫۴ | ۴۸۳. |      | ۷۰۰.  | ۳٫۰  | ۲٫۲ |     |     | ۱۴٫۰ |
| Walt Hazzard   | ۵  |    | ۲۰٫۰ | ۳۲۶. |      | ۷۷۸.  | ۳٫۰  | ۵٫۲ |     |     | ۸٫۸  |
| Gene Wiley     | ۵  |    | ۳۵٫۴ | ۵۱۶. |      | ۵۴۵.  | ۱۷٫۸ | ۲٫۰ |     |     | ۷٫۸  |
| Don Nelson     | ۵  |    | ۲۰٫۶ | ۴۳۸. |      | ۶۶۷.  | ۵٫۴  | ۱٫۴ |     |     | ۷٫۲  |
| Jim King       | ۵  |    | ۱۱٫۰ | ۴۲۹  |      | ۱٫۰۰۰ | ۲٫۰  | ۱٫۴ |     |     | ۴٫۲  |
| Darrall Imhoff | ۵  |    | ۱۰٫۸ | ۲۲۲. |      | ۵۰۰.  | ۲٫۴  | ۰٫۶ |     |     | ۱٫۴  |
| Bill McGill    | ۵  |    | ۱۰٫۰ | ۵۰۰. |      | ۱٫۰۰۰ | ۳٫۰  | ۱٫۰ |     |     | ۳٫۵  |

منبع: